# Ural-4320
Ural-4320 je sovětský 8 tunový nákladní automobil s pohonem 6×6 vyráběný v Uralském automobilovém závodě od roku 1977. Představen byl v roce 1976 a od roku 1977 začal nahrazovat starší nákladní automobil Ural-375D. Ural-4320 byl hlavním modelem Uralského automobilového závodu až do podzimu 2015, kdy je nahrazován novějším vozem Ural Next. Slouží také jako odpalovací platforma pro raketomet BM-21 Grad.
Vozidla Ural-4320 jsou dodnes provozována v mnoha zemích Asie, Afriky a Latinské Ameriky.

## Vývoj
Nákladní automobil Ural-375, zaváděný v sovětské armádě od roku 1961, měl mimořádně vysokou spotřebu paliva. Spotřeba 50-70 litrů vysoceoktanového benzinu na 100 kilometrů byla vysoká i pro armádní vůz v zemi, kde byl levný státem dotovaný benzín. Proto Sovětský svaz na přelomu 60. a 70. let začal uvažovat o výměně benzinového motoru za praktičtější dieselový motor. Od jasného záměru k jeho konkrétní realizaci však prošla dlouhá cesta a jen na vývoji nového motoru a převodovky se pracovalo v letech 1970-1976. Proto sériová výroba rodiny Ural-4320 začala až v listopadu 1977.

## Konstrukce
Pohon vozů Ural-4320 zajišťují dva různé dieselové motory: osmiválec JaMZ-238 nebo šestiválec JaMZ-236. Auta s motorem JaMZ-236 lze odlišit od vozidel s osmiválcovým motorem podle vzduchového filtru vyvedeného na pravé straně (kvůli horšímu uspořádání motorového prostoru). Od roku 2000 se všechna vozidla Ural-4320 vyrábějí s prodlouženým motorovým prostorem bez ohledu na typ instalovaného motoru. Výkon motoru JaMZ-236 je 169 kW (230 koní), u osmiválce je to 176 kW (240 koní). Objem palivové nádrže je 200 litrů s možností instalace dalších 60 litrů.
Ural-4320 je určený k přepravě materiálu, osob, tažných přívěsů a různých zařízení na všech typech cest i v terénu. Pohon 6x6, výkonný naftový motor a solidní světlá výška dávají tomuto autu výrazný terénní potenciál. Vůz snadno překonává mokřady, brody hluboké 1,6 metru nebo příkopy široké 2 metry. Hmotnost přepravovaného nákladu je 7, 10 nebo 12 tun - v závislosti na úpravě.

## Modely

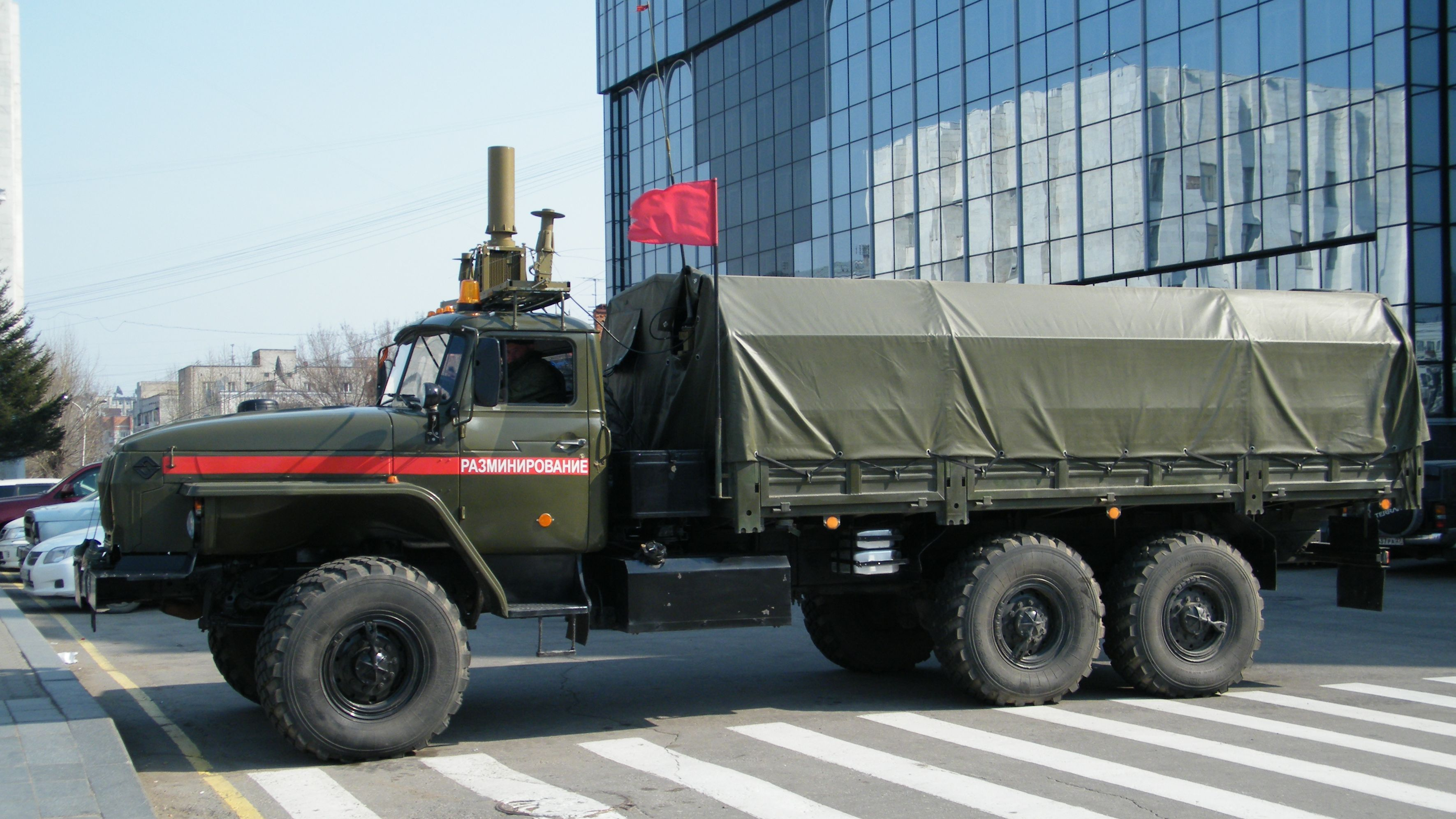
Ural-4320-19

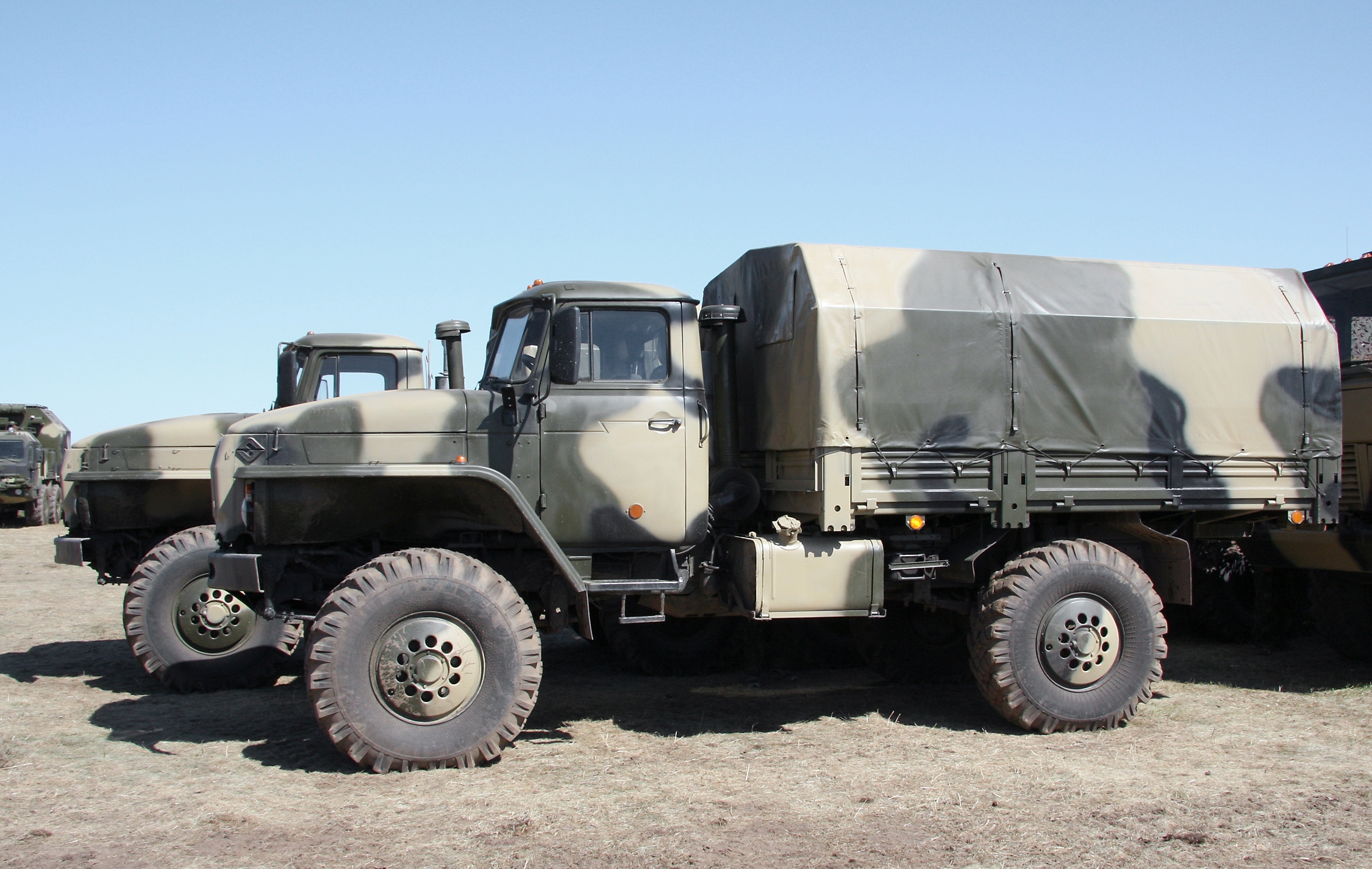
Ural-43206 4×4

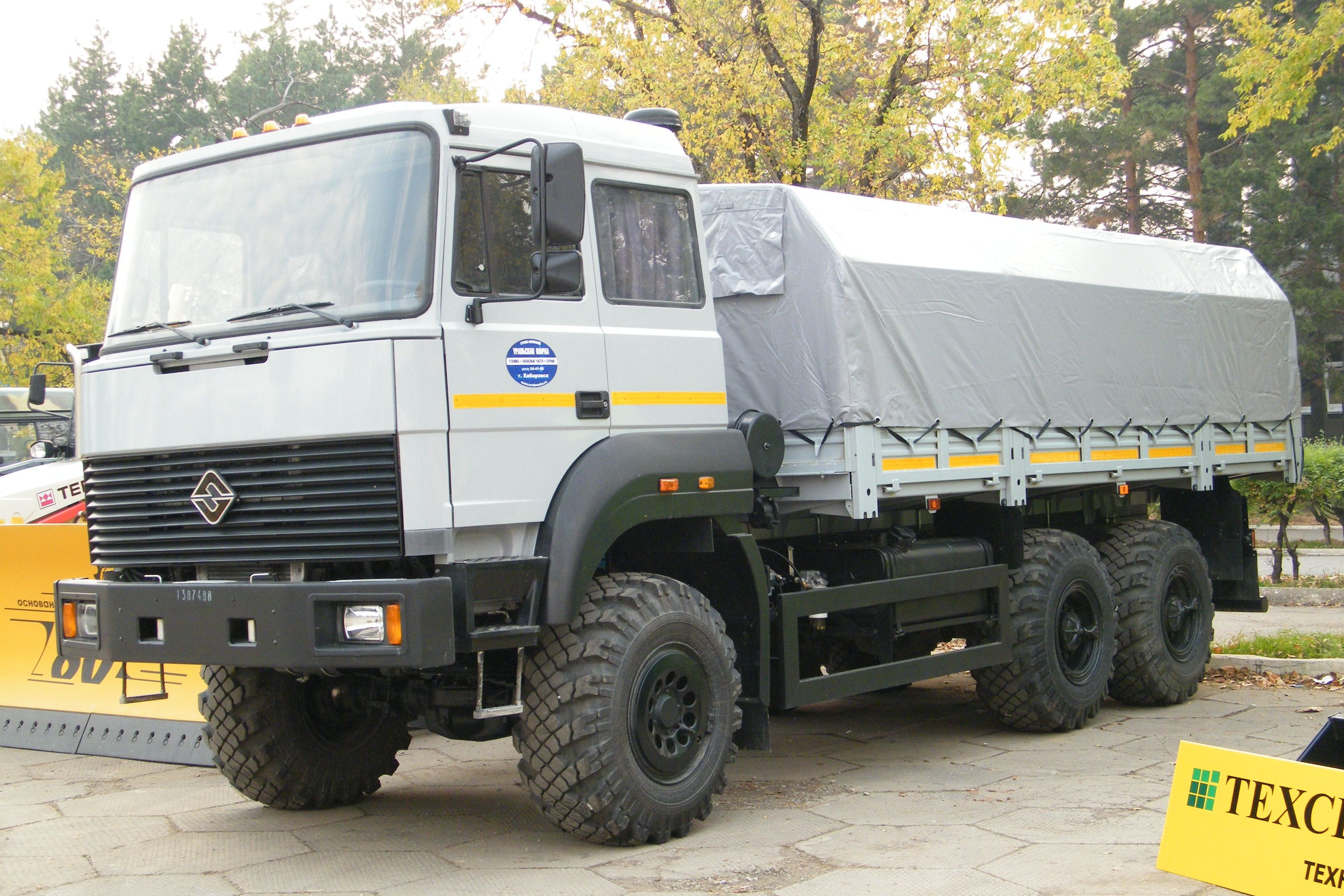
Ural-4320-5557

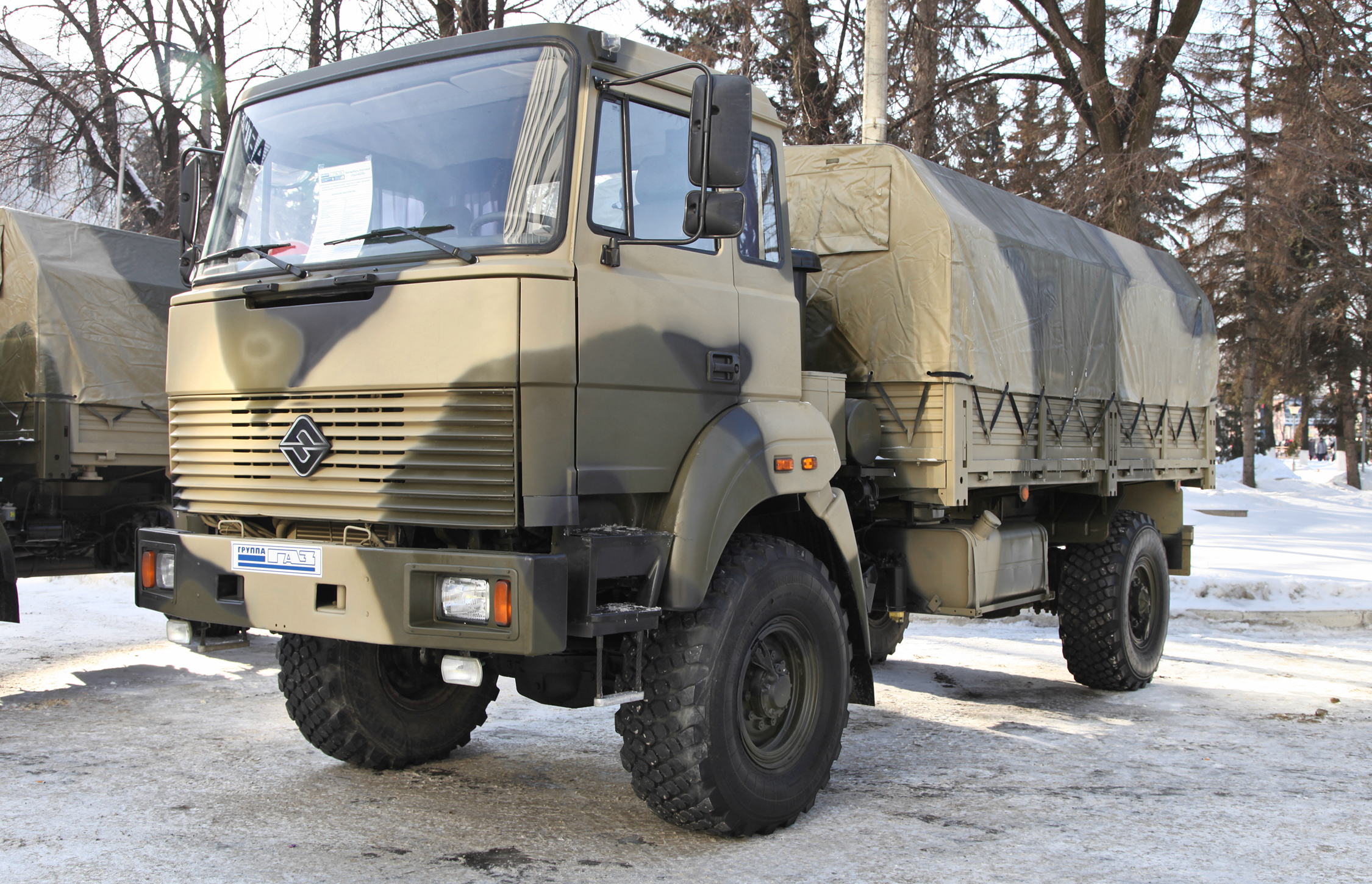
Ural-43206 s "novou" kabinou z vozu Iveco řady T

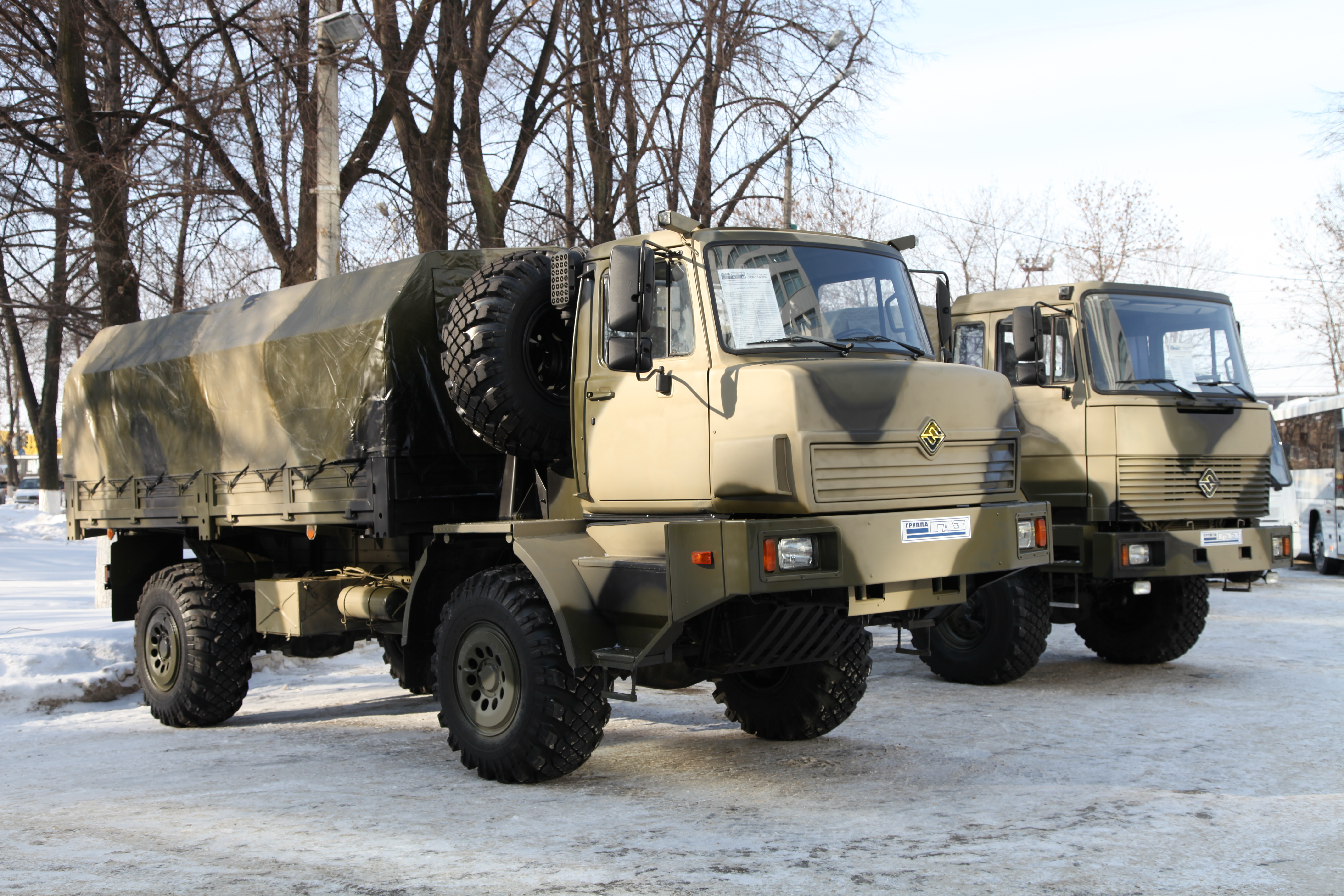
Ural-432065 a Ural-43206

- Ural-4320-**** - ** - podvozek se standardní ("klasickou") kovovou kabinou a nosností cca 7,9 tuny.
  - Ural-4320-19 ** - ** - dlouhý podvozek, nosnost cca 12 tun.
  - Ural-43203-**** - ** - podvozek se zesíleným předním odpružením.
  - Ural-43204-**** - ** - zesílený podvozek nákladního automobilu, zvýšená užitečná hmotnost.
  - Ural-43206 -Varianta 4×4 s dieselem YaMZ-236 o výkonu 180 hp a nosností 4200 kg.
    - Ural-43206-41" - s turbodieselem YaMZ-236NE2 o výkonu 230 k.
    - Ural-43206-0551" - Varianta 4×4 se 4dveřovou kabinou a nosností 3600 kg.
- Ural-43202-**** - ** - nákladní tahač s návěsem pro použití na všech typech silnic.
- Ural-5557/55571- **** - ** - podvozek pro montáž výrobních zařízení a speciálních instalací o šířce ~ 12–14 m s nízkoprofilovými pneumatikami s CTIS, což výrazně zvyšuje prostupnost vozidla.

Možnosti kabiny a ocasu:
- Ural-4320/5557 - 40/41 - Celokovová, třímístná, dvoudveřová kabina
- Ural-4320/5557 - 44 - Celokovová, třímístná, dvoudveřová kabina s lůžkem
- Ural-4320/5557 - 48/58/59 - nová verze s pohodlnější kabinou s velkou kapotou a odpruženým sedadlem řidiče;

Všechny verze jsou vybaveny kabinami Iveco

## Uživatelé
- Arménie
- Angola
- Bangladéš [4]
- Burkina Faso[5]
- Čína
- Kolumbie — 80 vozů.
- Kuba
- Řecko
- Gruzie
- Guatemala
- Laos — V provozu od ledna 2019.[6]
- Mexiko — 7300 získáno v roce 2008.
- Namibie - 183 získáno v roce 2015
- Filipíny — 20 darovaných v roce 2017.
- Rusko
- Sýrie
- Ukrajina
- Uruguay — 36 vozů.
- Venezuela — 320 nákladních vozidel u armády a u námořní pěchoty, brzy bude standardním modelem.
- Jemen

## Varianty

### Vojenské
- Standardní valník pro přepravu nákladu/vojsk. Může být použit k přepravě vojáků, zbraní a dalších zásob. Má dvě skládací lavice a plachtu, která poskytuje ochranu před přírodními živly.

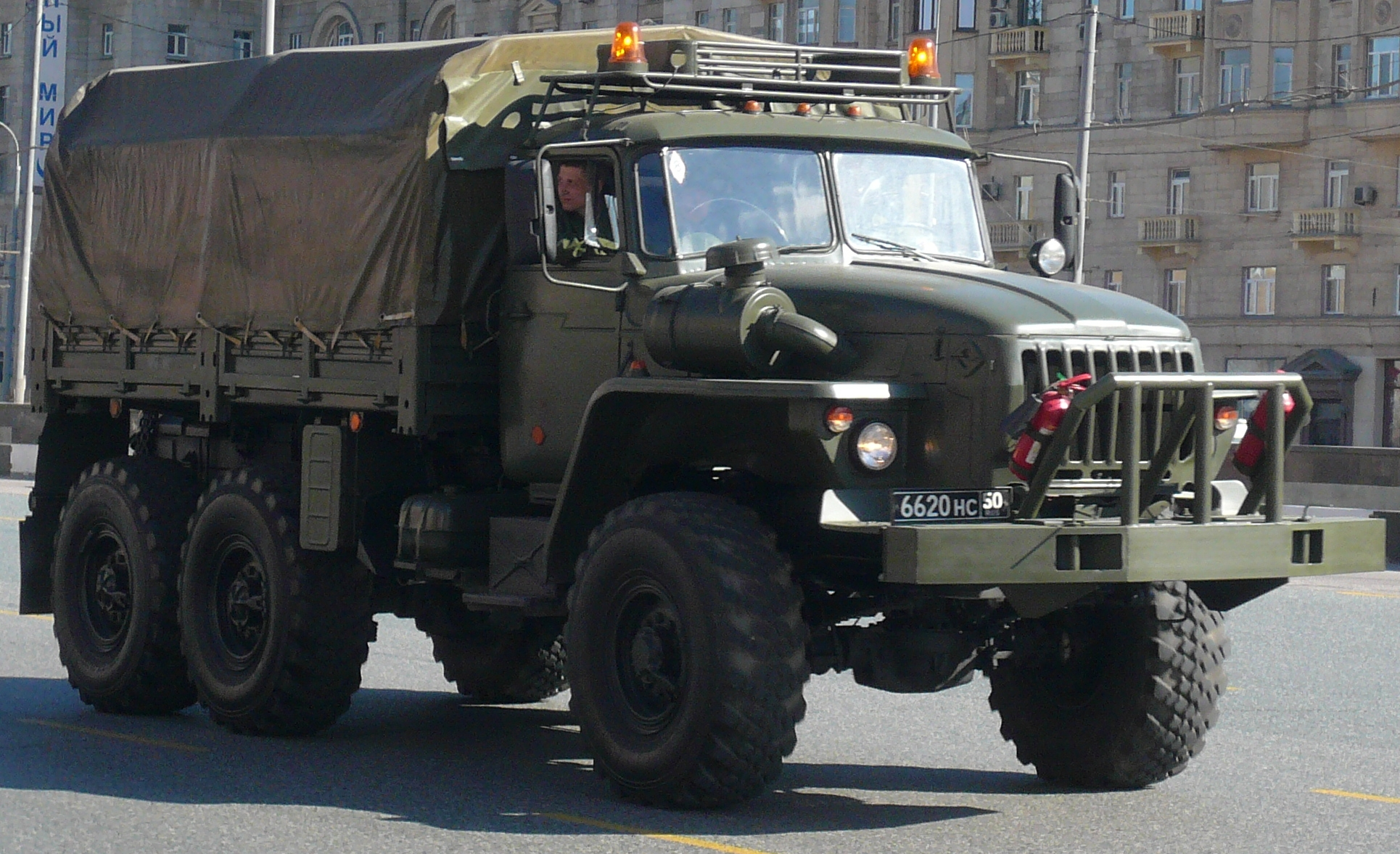
Krátký valník
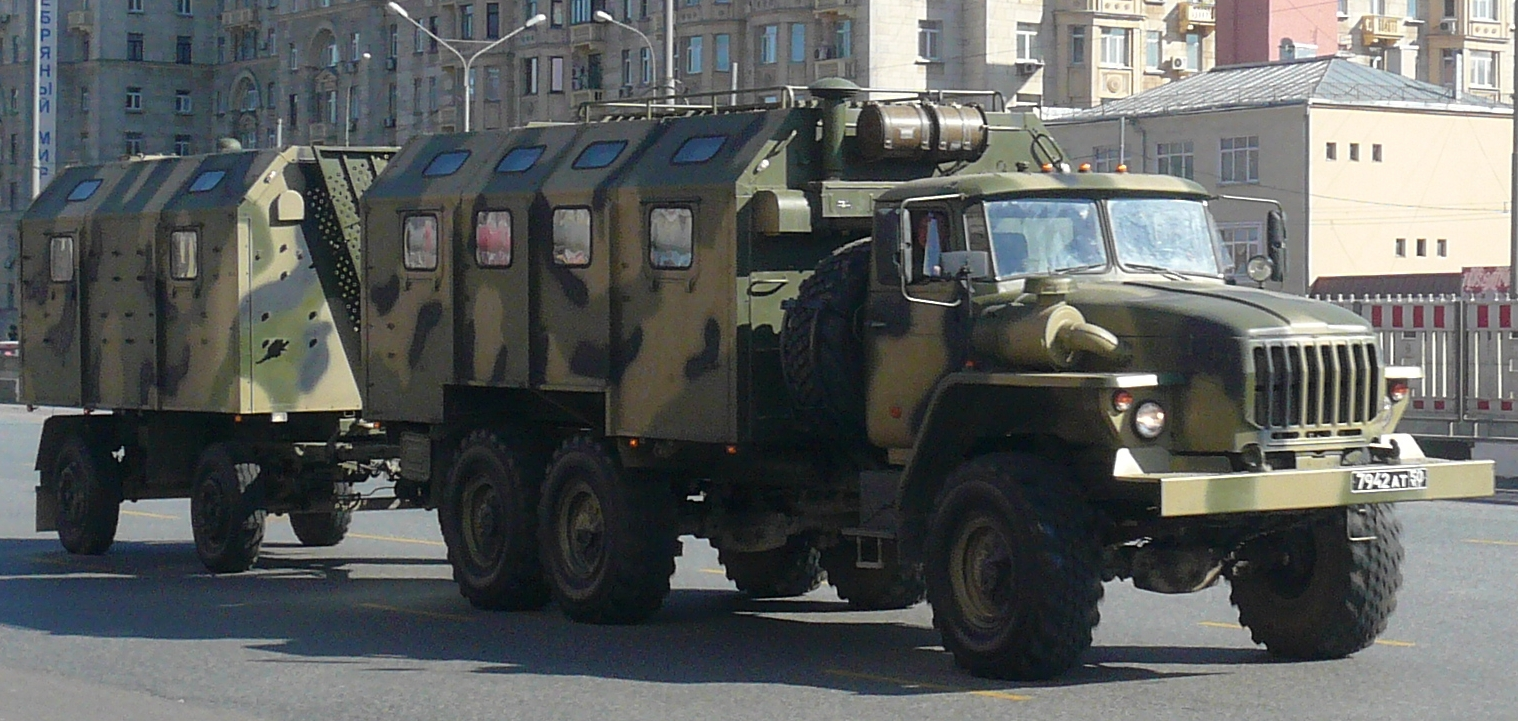
Nákladní vůz s nástavbou KUNG s delším rozvorem a přívěsem KUNG
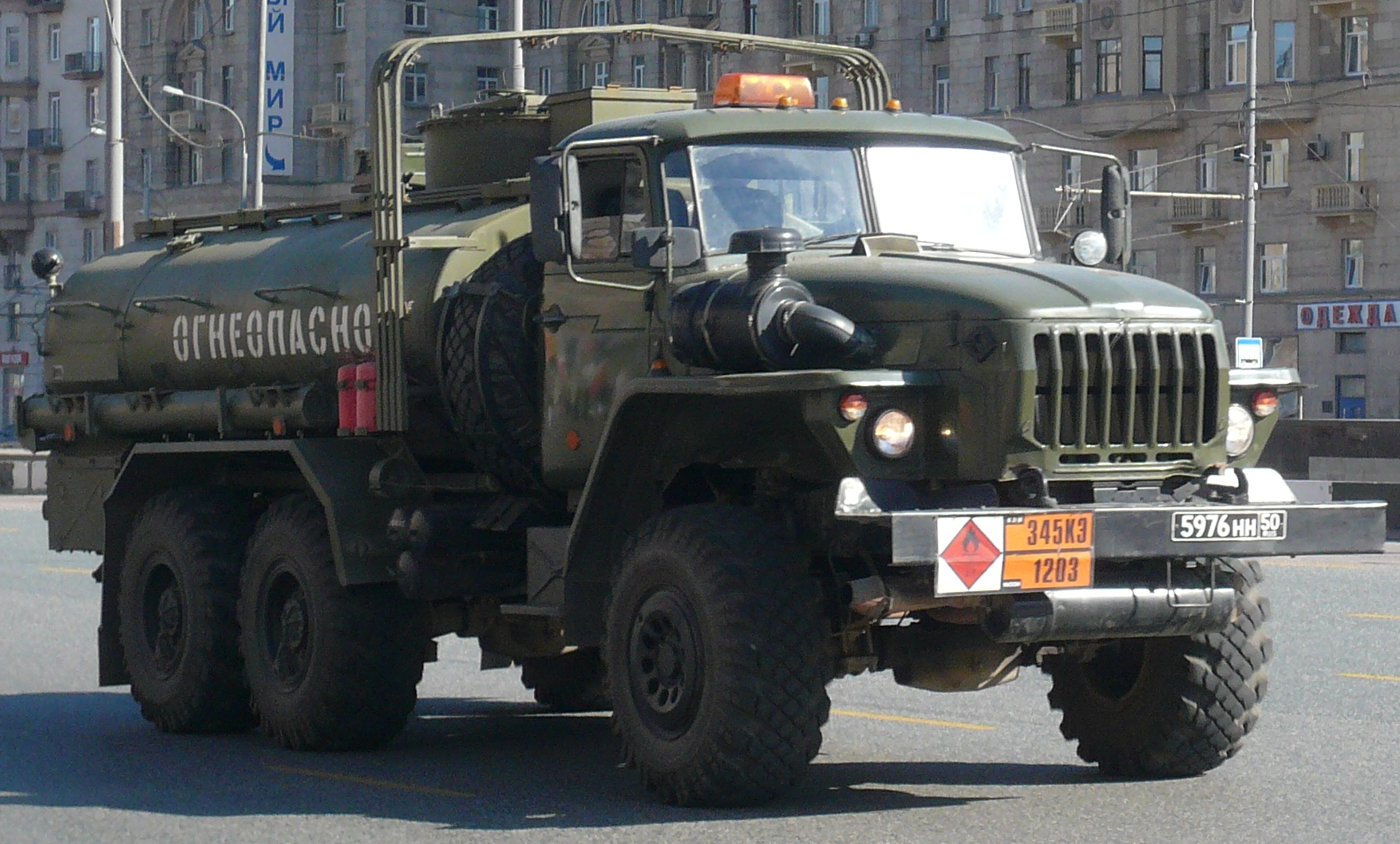
Cisterna
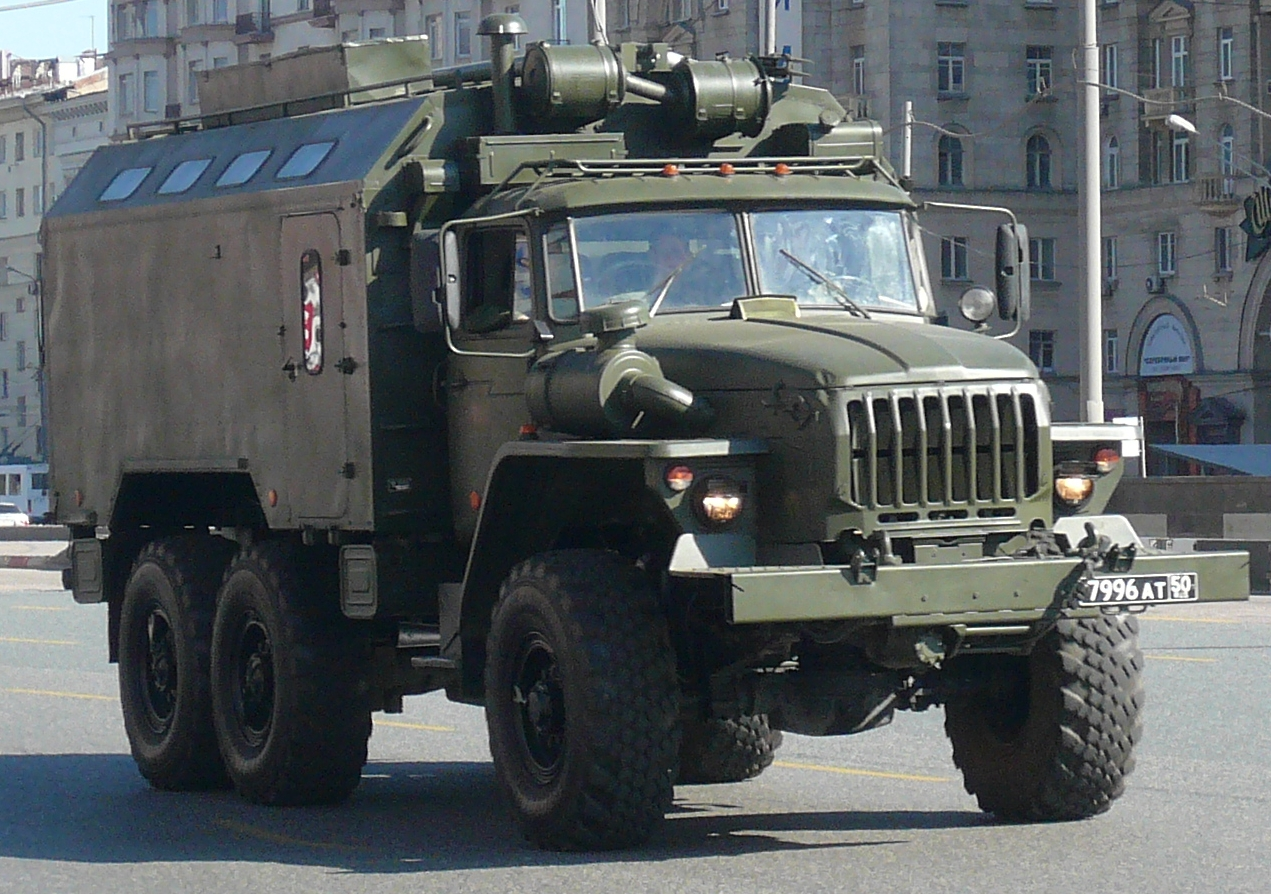
Obrněný s přístřeškem KUNG
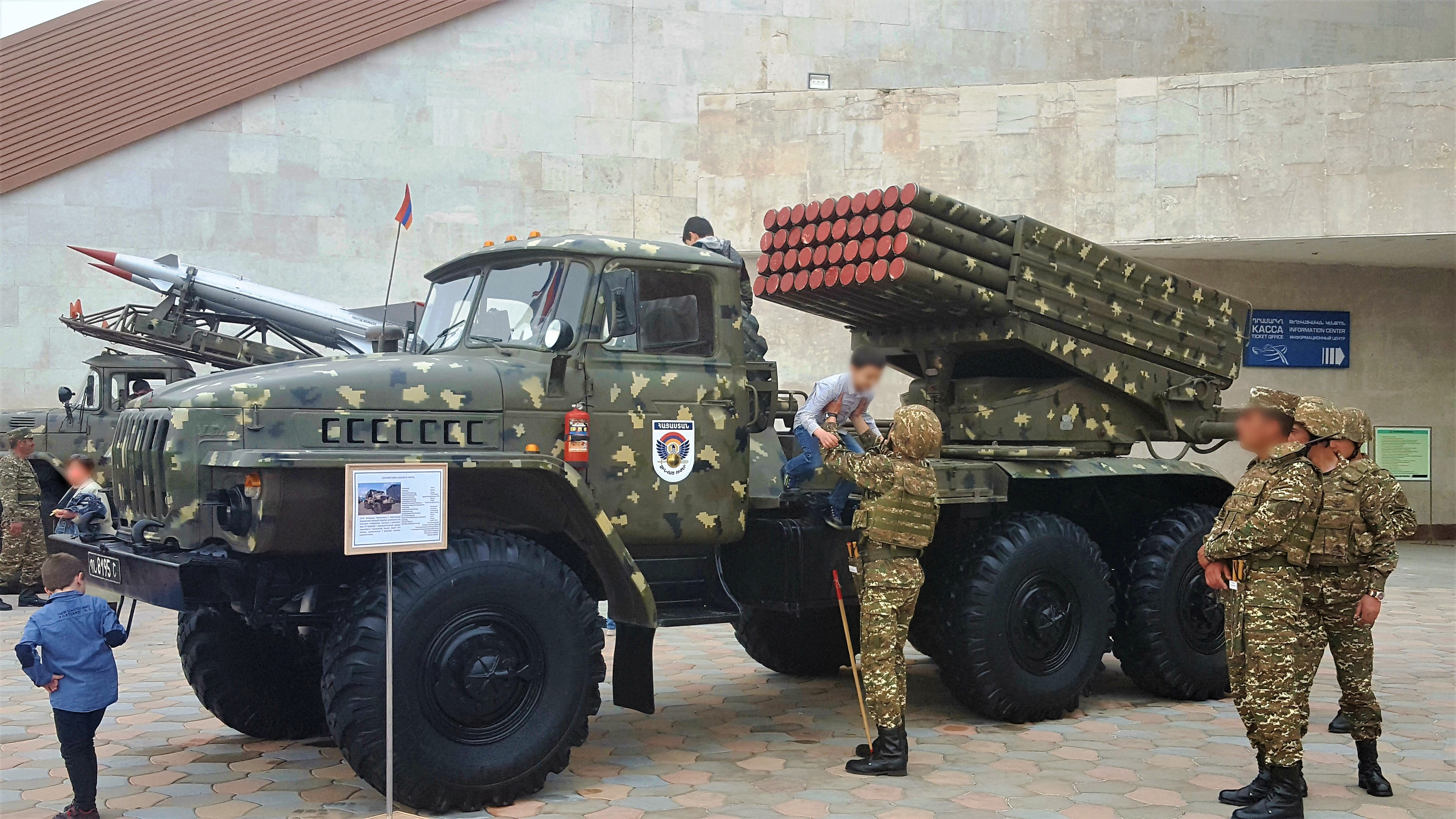
BM-21 Grad arménské armády

- Plně obrněný Ural-4320VV původně postavený pro vnitřní vojska

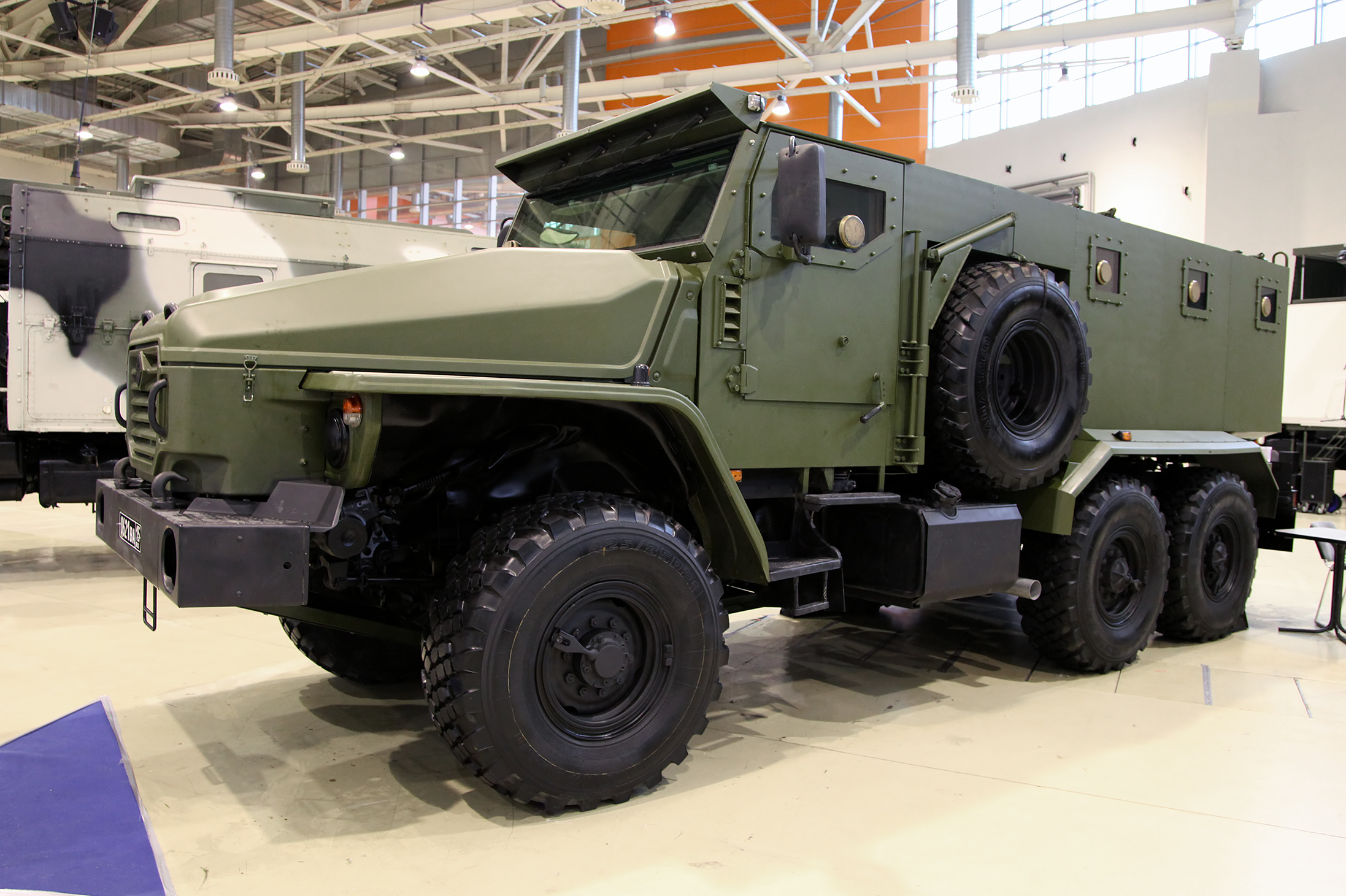
Ural-4320VV na Interpolitex 2013
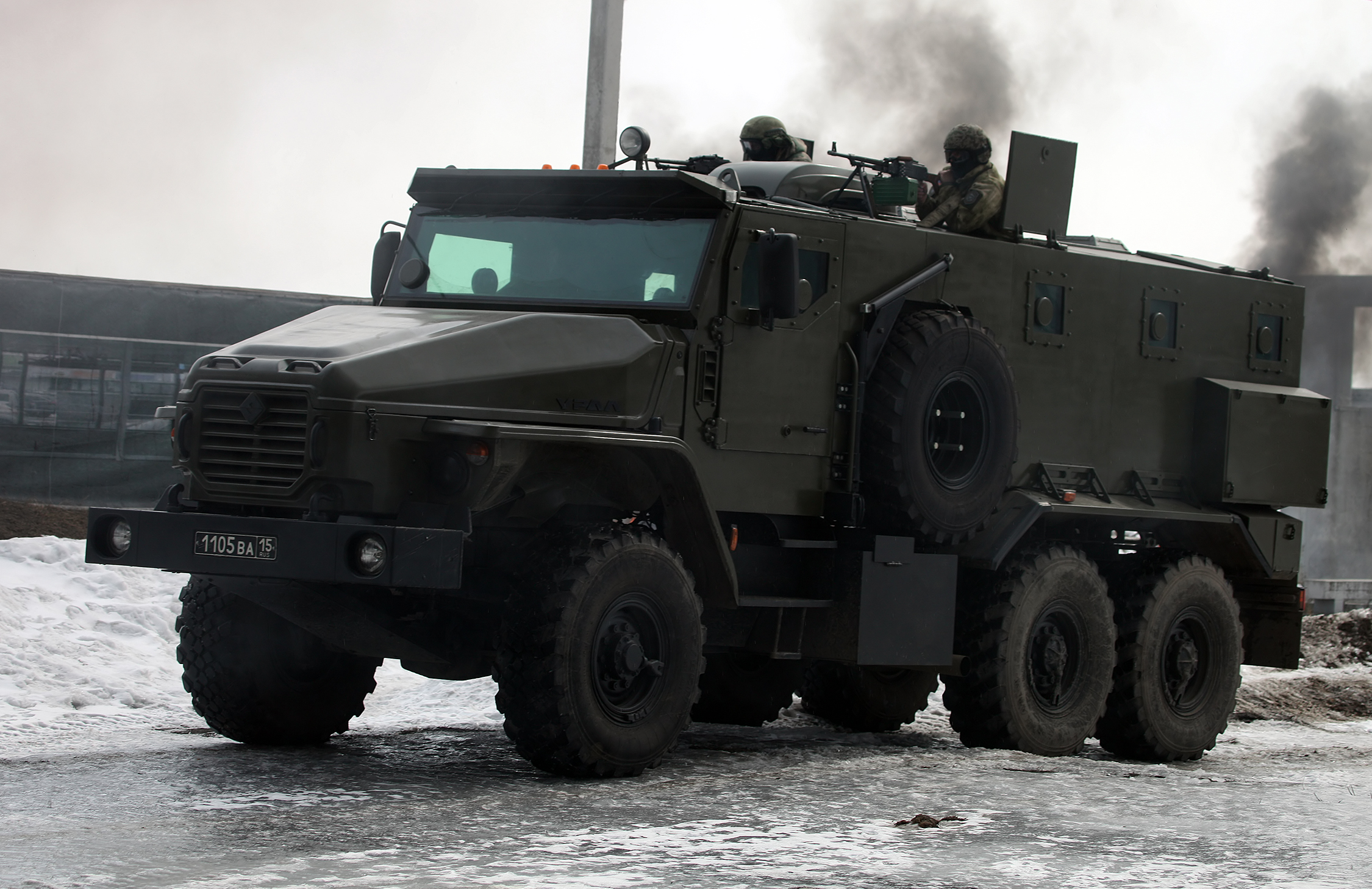
Ural-4320VV na Dni vnitřních vojsk v roce 2016

### Civilní

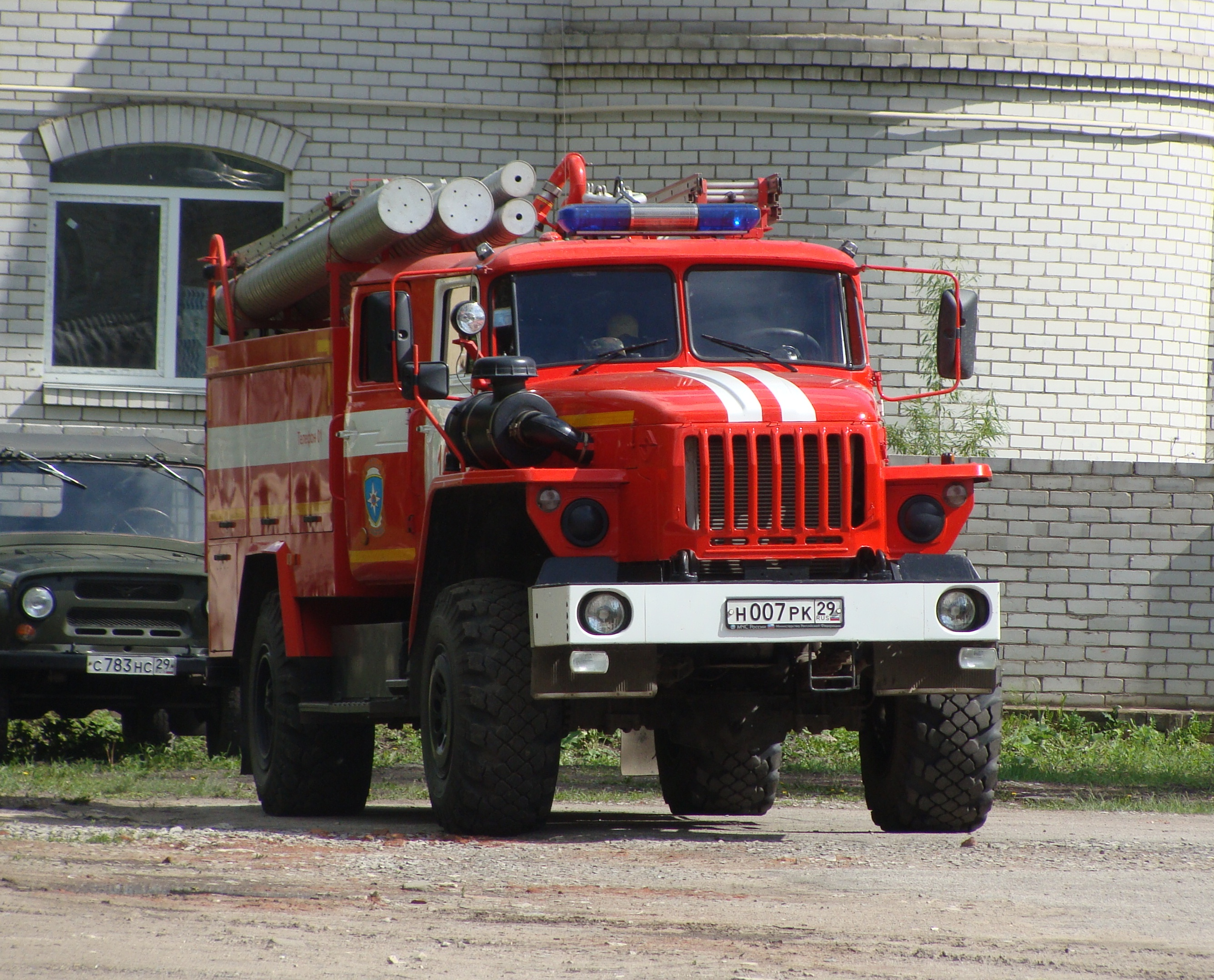
Požární vůz založený na podvozku Ural-43206 4×4
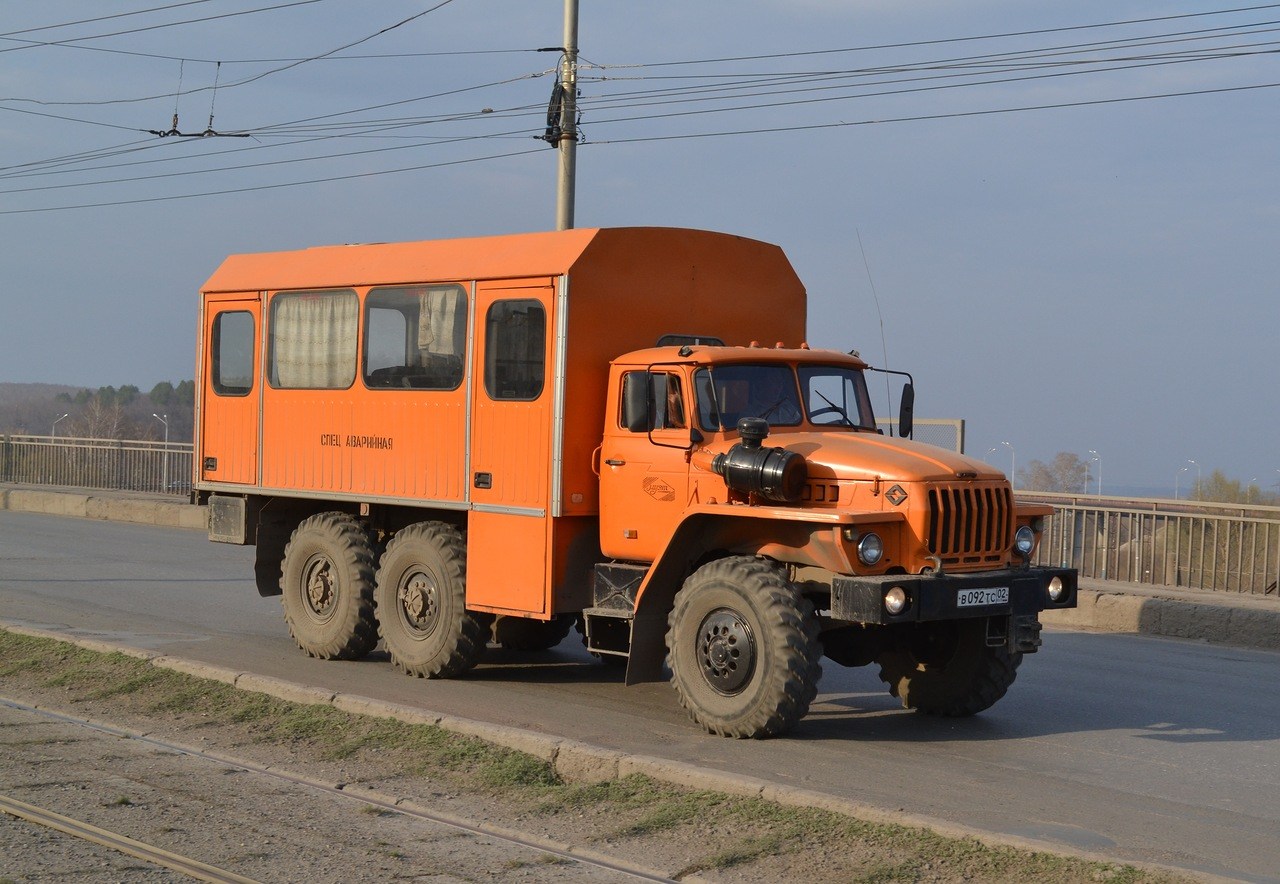
Přepravník osob Ural-3255 na podvozku Ural-4320
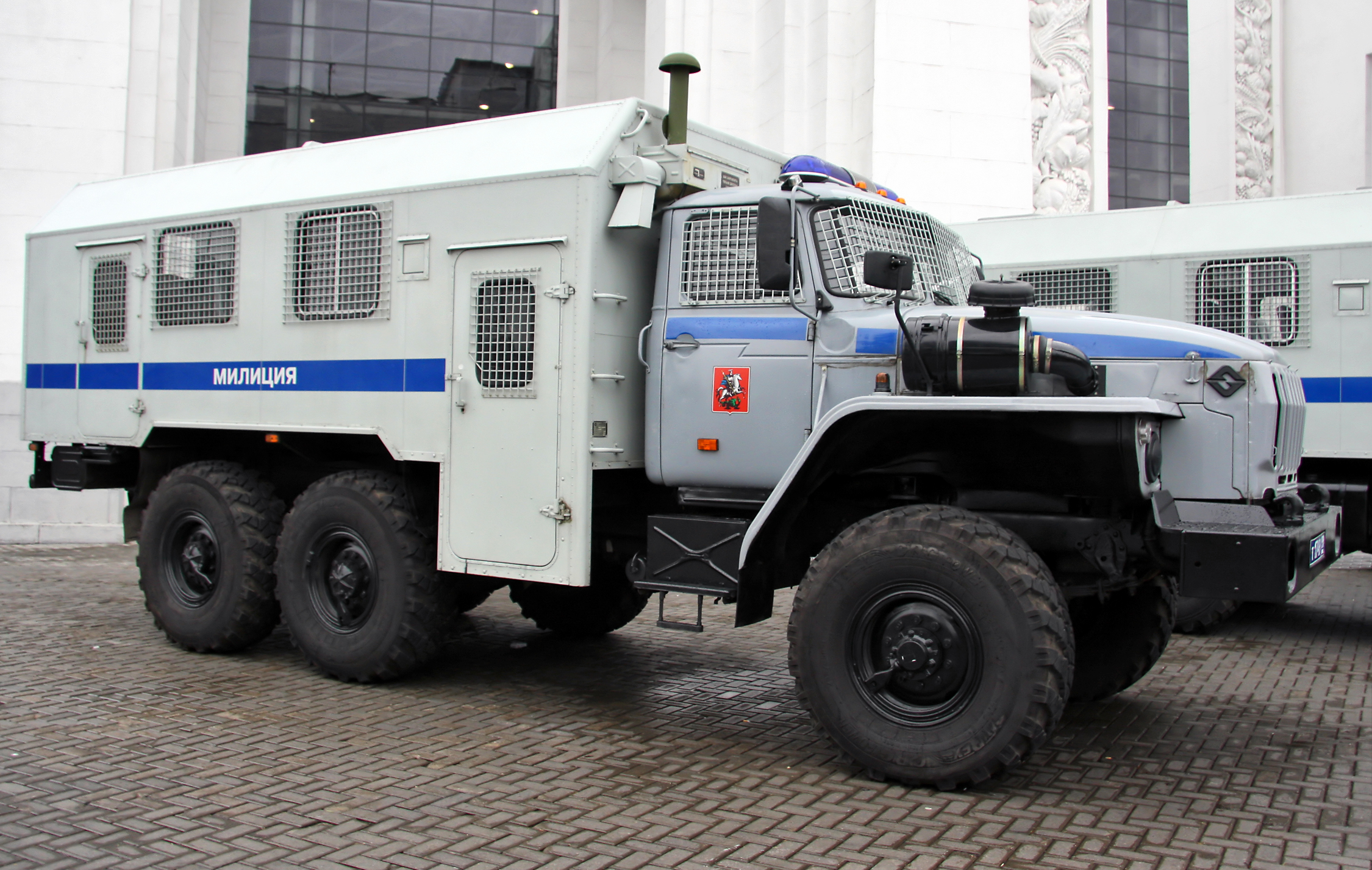
Ural-572060 moskevské policie
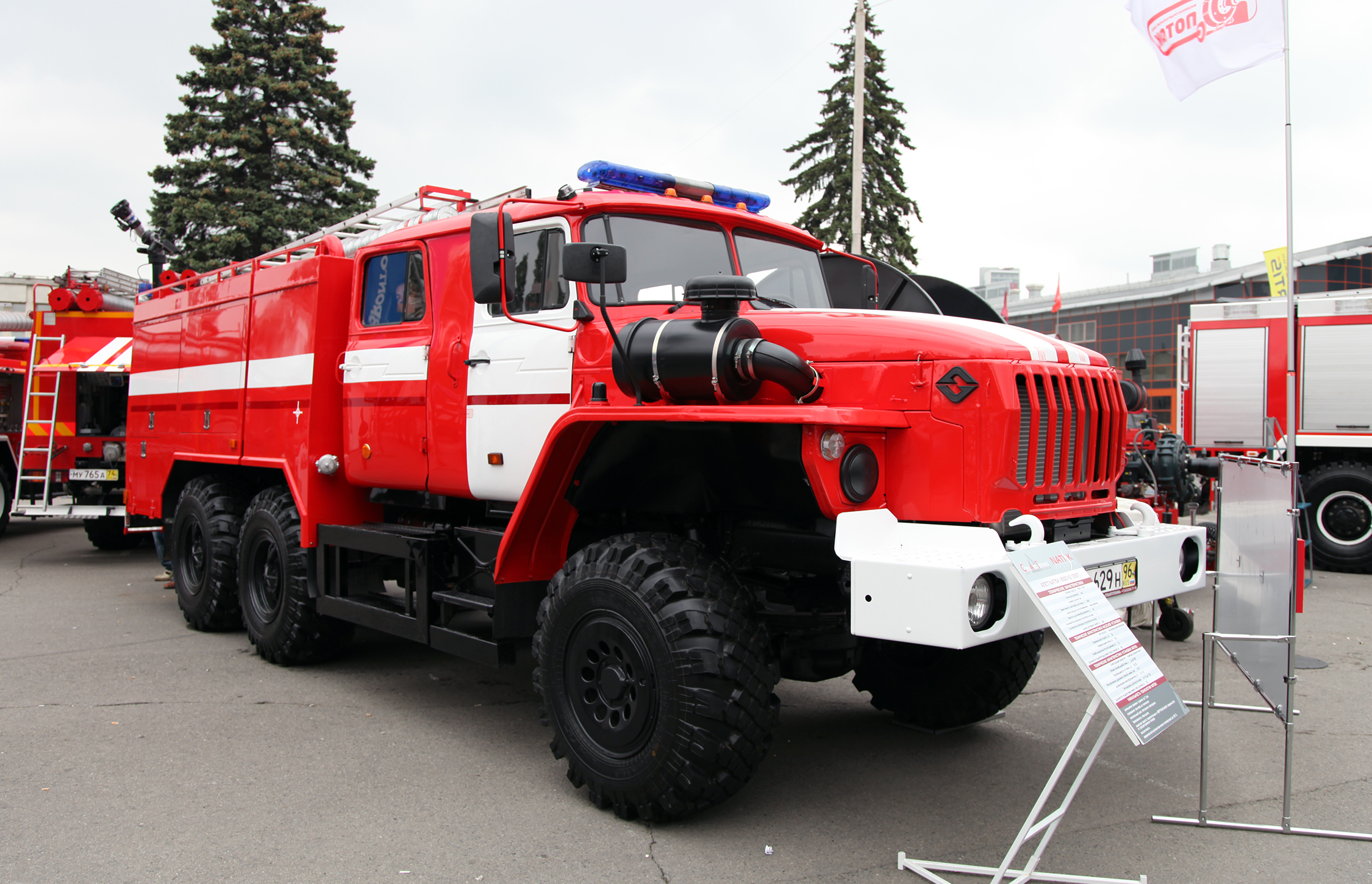
Požární vůz NATISK-3000 KS na podvozku Ural-5557
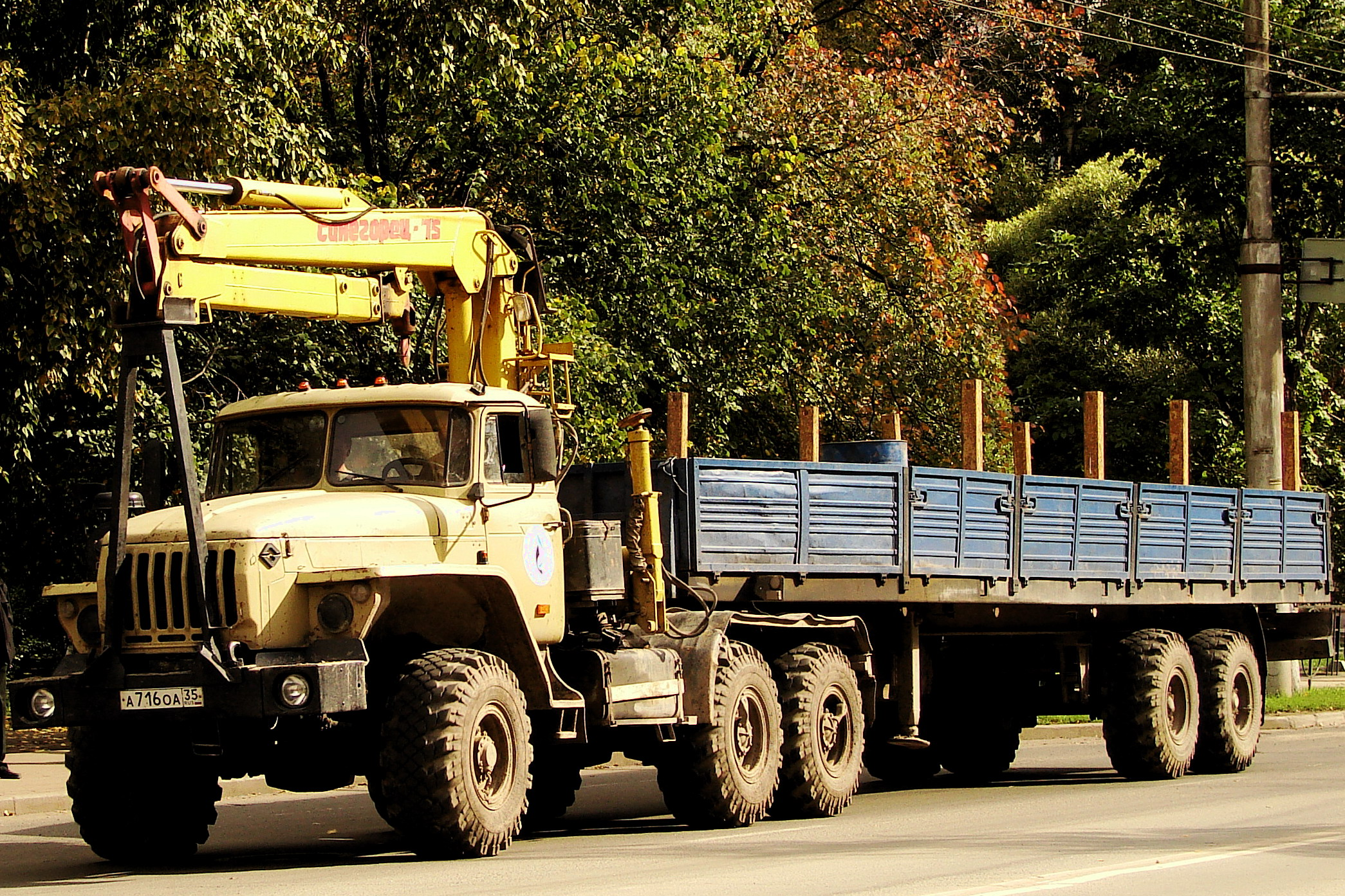
Ural-4420 s hydraulickým ramenem a návěsem